# Трка на 3.000 метара
Трка на 3.000 метара је најкраћа атлетска дисциплина која се убраја у дисциплине трчања на дуге стазе. Трчање у овој дисциплини се одржава на стадионима и износи 7 и по кругова. Старт трке је у кривини 200 метара пре циља, а стартује се високим стартом.
Такмичења у овој дисциплини изводе се и као уличне трке на школским такмичењима.
У мушкој атлетици трка на 3.000 метара, никада није била олимпијска дисциплина и никад није био у програмима која на отвореном организује ИААФ (Међународна асоцијација атлетских федерација). На европском такмичењима, 3.000 метара организује се много ређе од других трка, као што су трке на 5.000 метара и 3.000 са препрекама, али је и даље прилично често у програмима и престижних атлетских такмичења.
У женској атлетици 3.000 метара је била стандардна дисциплина на Летњим олимпијским играма (1984. у Лос Анђелесу, 1988. у Сеулу и 1992. у Барселони) и светским првенствима. Почевши од Светским првенству 1995. у Гетеборгу и Олимпијским играма 1996. у Атланти, је замењена дисциплином 5.000 метара.
На такмичењима у дворани ова дисциплина је присутна на свим Светским првенствима у дворани у обе конкуренције. На европским првенствима у програму је од првог 1966, а код жена од Европског првенства 1982.

## Светски рекорди на отвореном
Први светски рекорд у трчању на 3.000 метара ИААФ (International Association of Athletics Federations – Међународна атлетска федерација) је признала 1912. године. Тренутни рекорд код мушкараца је 7:20,67 минута а постигао га је Кенијац Данијел Комен 1. септембра 1996. у Ријетију Италија. Код жена рекорд држи Junxia Wang из Кине резултатом 8:06,11, а постигнут је 13. септембра 1993. у Пекингу.